# Saint-Louis-de-Montferrand
Saint-Louis-de-Montferrand település Franciaországban, Gironde megyében. Lakosainak száma 2097 fő (2022. január 1.). Saint-Louis-de-Montferrand Ambès, Blanquefort, Ambarès-et-Lagrave, Bassens, Ludon-Médoc és Parempuyre községekkel határos.

## Népesség
A település népessége az elmúlt években az alábbi módon változott:
| Lakosok száma | 1165 | 1340 | 1808 | 2008 | 2092 | 2160 | 2153 | 2161 | 2149 | 2097 |
|               | 1968 | 1982 | 1990 | 2006 | 2013 | 2015 | 2017 | 2019 | 2020 | 2022 |